# Mary Jobe Akeley
Pour les articles homonymes, voir Akeley.
Mary Jobe Akeley est une exploratrice et naturaliste américaine née en 1886 et morte en 1966.